# Club Atlético San Miguel
O Club Atlético San Miguel é um clube de esportivo argentino, fundado em 7 de agosto de 1922. Sua sede está localizada no partido (município) de San Miguel (Ángel Delia 1360), que fica na província de Buenos Aires, na Argentina. Embora muitos esportes sejam praticados no clube, o San Miguel é conhecido principalmente por seu time de futebol, que atualmente participa da Primera B Metropolitana, a terceira divisão do futebol argentino para as equipes diretamente afiliadas à Associação do Futebol Argentino (AFA), entidade máxima do futebol na Argentina. Seu estádio de futebol é o Complexo Olímpico das Malvinas Argentinas e foi construído na cidade de Los Polvorines (José Leon Suarez 2828) no partido (município) das Malvinas Argentinas, e conta com capacidade aproximada para 6 800 espectadores.
Além do futebol, outros esportes praticados pelo San Miguel são basquetebol, boxe, hóquei sobre a grama, artes marciais, patinação sobre rodas, natação, tênis e voleibol.

## História

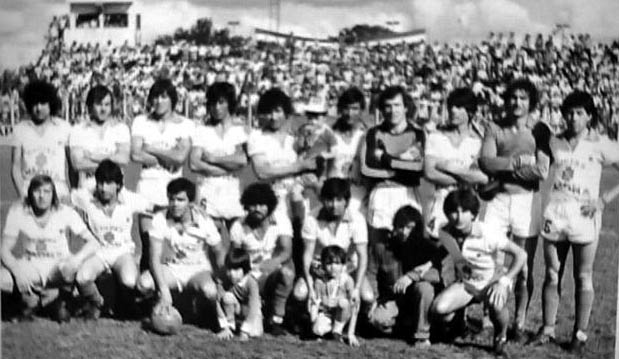
San Miguel em 1984, campeão da Primera C

O clube foi fundado em 7 de agosto de 1922 como Club Independiente San Miguel. Em 1930, ele fundiu-se com o Club Gremial de Villa Lynch, só que a fusão não durou mais que um ano, e acabou sendo desfeita e o San Miguel passou a adotar seu nome atual, Club Atlético San Miguel. Cinco anos depois adquiriu as terras onde foi fixada a sede atual do clube. Apesar do clube ter disputado os campeonatos da Primera C de 1935 e 1936, foi somente a partir de 1977 que começaria a disputar ininterruptamente os torneios oficiais da Associação do Futebol Argentino (AFA).
As terras onde foi construído seu estádio, o Complexo Olímpico do Atlético San Miguel, foram compradas em 1977, e estão localizadas na cidade de Los Polvorines no partido das Malvinas Argentinas.  A inauguração ocorreu em 3 de setembro de 1978 com um amistoso contra o Sportivo Italiano, e nesse mesmo ano, San Miguel afiliou-se à Associação do Futebol Argentino (AFA), estreando no campeonato da Primera D, quarta divisão do futebol argentino da época.
O clube ganhou seu primeiro título em 1979, faturando a Primera D, quarta divisão do futebol argentino na época e o acesso para a Primera C do ano seguinte. Depois de algumas temporadas na Primera C, o San Miguel ganhou o título desta divisão em 1984 e foi promovido para a Primera B de 1985. Inclusive, foi vice-campeão na temporada de 1985, ficando a poucos passos da ascensão à primeira divisão. Sonho este que acabou não se concretizando. Outra de suas mais importantes realizações ocorreu em 1997, quando foi faturou a Primera B e foi promovido para a Primera B Nacional, segunda divisão do futebol argentino. Lá se manteve durante 4 anos, até que voltou a cair de divisão. Depois de outros dois rebaixamentos que o forçaram a jogar novamente na Primera D, o São Miguel ressurgiu e voltou a conseguir um acesso para a Primera C como campeão do Torneo Reducido da Primera D de 2014.
Em 2017, após 14 anos, o San Miguel subiu novamente para a Primera B Metropolitana, ao vencer o Torneo Reducido da Primera C de 2016–17.

## Temporadas no Campeonato Argentino de Futebol
Dados já inclusos com a temporada de 2018–19.
- Primera División: 0 (nenhuma)
- Primera B Nacional: 4 (1997–98 a 2000–01)
- Primera B: 17 (1985 a 1996–97, 2001–02 a 2002/03 e 2017–18 até os dias atuais)
- Primera C: 18 (1980 a 1984, 2003–04 a 2012–13 e 2015 a 2016–17)
- Primera D: 4 (1978 a 1979, 2013–14 a 2014)

## Títulos

### Campeonato Argentino de Futebol
- Primera C (2): 1984
- Primera D (1): 1979

#### Outros títulos
- Acesso à Primera B Nacional pelo Torneo Reducido (1): 1996–97
- Acesso à Primera C pelo Torneo Reducido (1): 2014
- Acesso à Primera B pelo Torneo Reducido (1): 2016–17